# Sint-Willibrorduskerk (Almelo)
De Sint-Willibrorduskerk was een rooms-katholiek kerkgebouw in Almelo uit 1964, ontworpen door Jan de Jong in de stijl van de Bossche School. Het kerkgebouw is in 2003 gesloten en in 2005 gesloopt.
De parochie is overgegaan naar de nieuwe Elisakerk, samen met de parochies van de Christoffelkerk en de Sint-Egbertuskerk. Het orgel van Pels-D'Hondt kreeg een nieuwe bestemming in de Elisakerk. De muurschilderingen over het leven van Christus van Théodore Stravinsky zijn bewaard gebleven . en kregen een plek in de in 2021 geopende Sint-Bonifatiuskerk van de St. Bonifatius parochie in Almere.
De kerk vormde één complex met het klooster van de Carmelieten aan de oostzijde. Dit klooster is met de sloop naar de Rembrandtlaan naast de Elisakerk verplaatst.
Op de plek van de voormalige kerk-kloostercomplex bevindt zich nu het zorgcentrum Titus Brandsmahof.